# Алгазінське сільське поселення
Алга́зінське сільське поселення (рос. Алгазинское сельское поселение) — муніципальне утворення у складі Вурнарського району Чувашії, Росія. Адміністративний центр — присілок Алгазіно.
Станом на 2002 рік існували Алгазінська сільська рада (присілки Айгіші, Алгазіно, Малди-Кукшум) та Кукшумська сільська рада (село Кукшум, присілки Хорн-Кукшум, Чалим-Кукшум).

## Населення
Населення — 1263 особи (2019, 1519 у 2010, 1728 у 2002).

## Склад
До складу поселення входять такі населені пункти:
| Населений пункт        | Населення, осіб (2002) | Населення, осіб (2010) |
| ---------------------- | ---------------------- | ---------------------- |
| Айгіші, присілок       | 271                    | 231                    |
| Алгазіно, присілок     | 445                    | 423                    |
| Кукшум, село           | 390                    | 300                    |
| Малди-Кукшум, присілок | 126                    | 108                    |
| Хорн-Кукшум, присілок  | 183                    | 142                    |
| Чалим-Кукшум, присілок | 313                    | 315                    |